# ألفارو دي سا فريري
ألفارو دي سا فريري (بالبرتغالية: Álvaro de Sá Freire‏) هو مجدف برازيلي، (ولد في ريو دي جانيرو في البرازيل 1909  م).

## وصلات خارجية
- ألفارو دي سا فريري على موقع الاتحاد الدولي للتجديف (الإنجليزية)
- ألفارو دي سا فريري على موقع اللجنة الأولمبية الدولية (الإنجليزية)
- ألفارو دي سا فريري على موقع أوليمبيديا (الإنجليزية)